# Frank Lubin
Frank John Lubin, in lituano Pranas Lubinas (Los Angeles, 7 gennaio 1910 – Glendale, 8 luglio 1999), è stato un cestista e allenatore di pallacanestro statunitense di origini lituane.
È stato titolare sia della nazionale statunitense sia di quella lituana, vincendo un torneo olimpico e un europeo: è considerato il nonno del basket lituano.

## Biografia

### Gioventù e high school
Nato nel quartiere di Belvedere a Los Angeles, la sua famiglia si era rifugiata prima a Boston poi in California per scappare dalla guerra in Lituania. Aveva tre fratelli e due sorelle e suo padre lavorava come sarto per mantenere l'intera famiglia. Lubin iniziò ad interessarsi allo sport in chiesa, dove giocava a basket in un playground.
Quando era alla Lincoln High School, la sua veloce crescita (da 182 a 198 cm) attirò l'attenzione di un ragazzo della squadra di basket, che gli chiese di giocare come centro nella squadra. Lubin preferì però gareggiare nell'atletica leggera, ottenendo dei buoni risultati nel salto con l'asta. Solo nell'ultimo anno fece parte, come guardia, dell'all-city team. Nel 1927 si diplomò e si iscrisse all'Università della California.

### UCLA
I suoi genitori avevano deciso che solo uno dei loro figli sarebbe potuto andare al college: Frank fu scelto e così poté continuare a studiare, mentre i fratelli iniziarono a lavorare per poter aiutare la famiglia. All'UCLA Lubin praticò quasi tutti gli sport. L'allenatore della squadra olimpica di nuoto gli promise che se fosse entrato in squadra ne avrebbe fatto un campione di dorso: Lubin però preferì la squadra di pallacanestro. Intanto, era arrivato all'altezza di 2,01 m.
Tra i compagni, il californiano conobbe Dick Linthicum, Sam Balter, Carl Knowles e Carl Shy. L'allenatore era Pierce Works, un avvocato che sapeva ben poco di pallacanestro: gli unici insegnamenti che diede alla sua squadra furono quelli di passarsi la palla finché qualcuno non fosse in grado di tirare. Nel 1931, suo ultimo anno all'UCLA prima della laurea, Lubin fu scelto nella seconda All-Coast basketball team.

### Dopo la laurea
Lasciata l'UCLA, Lubin andò a Berkeley per studiare legge, ma non abbandonò la pallacanestro. Si unì ai Pasadena Majors, squadra dell'Amateur Athletic Union che giunse ai quarti di finale del campionato nazionale, disputatosi a Kansas City. Nel 1932 Knowles, che aveva conosciuto all'UCLA, lo invitò ad unirsi all'Olympic Club di San Francisco. Il lituano continuò a studiare, ma raggiunse l'amico e insieme condussero la squadra al titolo della California Settentrionale e ai quarti del campionato nazionale dell'AAU.
Nel 1933 il padre perse il lavoro e, malgrado lavorasse in uno studio di avvocati, Frank non riuscì a proseguire gli studi. Tornò così a casa, dove un truccatore degli Universal Studios gli offrì un lavoro e un posto nella squadra di pallacanestro. Lì Lubin si raffinò nel ruolo di pivot. Conobbe Charlie Hyatt, uno dei migliori giocatori del periodo, che gli presentò un amico di Chicago che lo aiutò nell'imparare come giocare nel nuovo ruolo.

### Agli Universal Studios
Nella nuova squadra l'allenatore era Jack Pierce, che faceva il truccatore. Per alcuni anni la squadra giocò in tornei locali. Le squadre più forti potevano andare a disputare le finali dell'AAU a Denver e nel 1936 l'Universal Studios si qualificò. Pierce non poté seguire la squadra, così mandò James Needles. Lubin e compagni giunsero alla finale, ma la persero di tredici punti contro i McPherson Globe Oilers.
Questo traguardo consentì alle due squadre finaliste di sfidare le migliori dell'YMCA e dei college in un torneo a New York per decidere quale squadra avrebbe rappresentato gli Stati Uniti alle Olimpiadi di Berlino. L'Universal Studios arrivò in finale e sconfisse i McPherson, prendendosi la rivincita del torneo AAU. Alle Olimpiadi andarono quindi i sette giocatori vincitori del torneo, sei provenienti dai McPherson e uno dall'Università di Washington.

### Le Olimpiadi 1936
La squadra, senza sponsor, dovette disputare varie gare per reperire i fondi necessari per la partenza. Alla prima gara, perse contro una selezione di all stars, suscitando molte polemiche. Si disputarono altri incontri prima della partenza, in nave. Malgrado gli ottimi impianti di cui era dotata Berlino, il torneo olimpico di basket si disputò all'aperto.
La nazionale superò per forfait la Spagna, l'Estonia 52-28, le Filippine 56-23, il Messico 25-10 in semifinale. La finale si giocò sotto la pioggia battente. Gli Stati Uniti vinsero anche contro il Canada, 19-8, conquistando la medaglia d'oro.

### Il viaggio in Lituania
Lubin era arrivato in Germania con il padre, la moglie e la cognata e con loro andò successivamente a visitare la Lituania, sua terra d'origine. Lì furono accolti molto bene, conobbero il Presidente della Lituania, Antanas Smetona, e pianificarono anche un viaggio per andare a trovare la famiglia del padre. Il treno su cui viaggiavano, però, deragliò e la cognata di Lubin si fratturò una gamba. Dovettero così fermarsi tre mesi e mezzo a Kaunas.
Il padre tornò negli USA, Frank rimase in Lituania con la moglie e la cognata per altri tre mesi. Gli offrirono anche di allenare dei ragazzi locali, che preparò così bene che insieme riuscirono a battere i campioni in carica dei Latvians. L'impresa colpì la federazione lituana, che gli chiese di rimanere. Al rifiuto di Lubin, gli propose di tornare per gli Europei e il giocatore statunitense promise di pensarci.

### Gli Europei
Tornato negli Stati Uniti, rimase lì appena un anno. Il padre e una lettera dal governo lituano lo convinsero a ripartire per l'Europa nel 1938. Con la moglie allenò i giovani lituani per un anno, poi si occupò di scegliere i quattordici giocatori che avrebbero rappresentato la Lituania agli Europei 1939, disputati in casa. Lubin scelse anche alcuni atleti lituano-americani, tra cui Phil Krause, fratello di Moose, che aveva portato lo stile degli Harlem Globetrotters nel paese baltico.
La Lituania vinse tutte le sette partite del girone, conquistando il suo secondo europeo consecutivo, dopo quello del 1937. La squadra era composta da Feliksas Kriaučiūnas (Krause, con il nome in lituano), Leonas Baltrūnas, Zenonas Puzinauskas, Artūras Andrulis, Pranas Mažeika, Leonas Petrauskas, Eugenijus Nikolskis, Vytautas Norkus, Jurgis Jurgėla, Mindaugas Šliūpas, Vytautas Budriūnas, Artūras Cenfeldas, Vytautas Leščinskas, Mykolas Ruzgys.

### La guerra
Nel 1939, con i venti di guerra provenienti dalla Cecoslovacchia, Lubin e la moglie riuscirono a tornare in Germania prima dell'occupazione della Polonia e a tornare senza problemi in patria. Il cestista non trovò più il suo vecchio lavoro all'Universal Studios, ma fu assunto dalla Twentieth Century Fox. Con la squadra di pallacanestro dello studio cinematografico, nel 1941, vinse il titolo nazionale AAU. Della squadra facevano parte anche i campioni olimpici Knowles e Art Mollner.
Nello stesso anno, però, Lubin fu chiamato alle armi. Nel 1942 si arruolò nell'Air Force, lavorando nel March Field. Lì incontrò l'altro olimpionico Joe Fortenberry, con cui organizzò dei tornei di basket per tenere impegnati i militari della base. Due anni e mezzo dopo, Lubin poté tornare a giocare nei campionati dell'AAU per la 20th Century Fox, ma con l'avvento del professionismo la squadra perse molti giocatori. Già nel 1955 nessuno voleva più giocare senza essere pagato.

### Il ritiro
Lubin continuò a giocare fino ad oltre cinquant'anni, con la YMCA Hollywood. Si decise a smettere solo quando i ragazzi più giovani che giocavano con lui lo salutavano dicendogli che loro padre si ricordava di quando giocavano insieme. Andò in pensione nel 1967 in seguito ad un infortunio sul lavoro, cadendo dalle scale.
Lubin poté quindi dedicarsi alla famiglia. La moglie era stata una giocatrice delle Wichita Thurstons, con cui si era conosciuto a Denver nel 1931 e si era sposato nel 1935. Da lei ha avuto due figli, un maschio e una femmina.
Nel 1984 il comitato olimpico lo ingaggiò per una campagna di pubblicizzazione del torneo olimpico ai giochi di Los Angeles 1984. Lubin è morto nel 1999, ad ottantanove anni d'età.

## Palmarès
- Torneo Olimpico: 1
Stati Uniti: 1936
- Europeo: 1
Lituania: 1939
- Campionato statunitense AAU: 1
20th Century Fox: 1941